# Huitième district congressionnel du Missouri
Le 8e district congressionnel du Missouri est un district du Congrès États-Unis situé dans l'État américain du Missouri. Il englobe le sud-est rural du Missouri et le centre-sud du Missouri ainsi que certains comtés du sud-ouest du Missouri. Le district s'étend de Bootheel au sud jusqu'à la banlieue sud de Saint-Louis, Festus, Hillsboro et les zones environnantes de la Lead Belt ; il s'étend à l'est jusqu'aux comtés le long du fleuve Mississippi et à l'ouest jusqu'aux comtés le long du plateau d'Ozark, près de Branson. Avec un indice CPVI de R+28, c'est le district le plus Républicain du Missouri.
Il est actuellement représenté par le Républicain Jason Smith.

## Géographie
Le 8e district du Missouri est un district congressionnel relativement diversifié. Bien qu'ils soient plutôt conservateurs et de tendance républicaine au niveau fédéral, les Démocrates ont obtenu de bons résultats ici lors des élections locales et étatiques. Bill Clinton, un Démocrate de l'Arkansas voisin, a remporté l'ancien 8e district à deux reprises en 1992 et 1996 ; Depuis lors, cependant, les électeurs de la circonscription ont fermement soutenu les trois derniers candidats républicains à la présidentielle.
Au niveau local, les Républicains contrôlent la majorité des comtés du sud-est du Missouri. Lors des élections présidentielles, les candidats démocrates obtenaient autrefois de meilleurs résultats dans le Bootheel, une zone agricole qui est la région la plus pauvre du district (et de l'État, d'ailleurs). Il compte une large majorité de Blancs et une minorité significative d’Afro-Américains. Les Démocrates avaient également de bons résultats dans la région de Lead Belt, qui abrite un noyau d'électeurs appartenant à des syndicats, en particulier dans l'industrie minière.
Le district couvre une grande partie de la Bible Belt, le protestantisme évangélique étant la religion dominante dans la plupart des comtés du district. Cette influence se manifeste dans les positions des électeurs conservateurs sur des questions sociales telles que l'avortement, les droits des homosexuels et le contrôle des armes à feu. Sur le plan racial, ce quartier est majoritairement blanc. De nombreux électeurs ici maintiennent un mode de vie rural dans lequel l'agriculture et l'élevage constituent l'épine dorsale de l'économie et constituent des sujets de préoccupation importants. Sur le plan socio-économique, c'est le district le plus pauvre du Missouri (mesuré par le revenu médian des ménages ajusté par l'inflation).

### Comtés
| - Bollinger - Butler - Cape Girardeau - Carter - Dent - Douglas - Dunklin | - Howell - Iron - Jefferson (en partie) - Madison - Mississippi - New Madrid - Oregon | - Ozark - Pemiscot - Perry - Phelps - Reynolds - Ripley - Scott | - Shannon - St. Francois - Ste. Genevieve - Stoddard - Texas - Wayne - Wright |

### Plus grandes villes
| Rang | Ville          | Comté                   | Population (2010) | Population (2015) | Population (2020) |
| ---- | -------------- | ----------------------- | ----------------- | ----------------- | ----------------- |
| 1    | Cape Gigardeau | Cape Girardeau et Scott | 37 941            | 39 462            | 39 540            |
| 2    | Rolla          | Phelps                  | 19 559            | 20 019            | 19 943            |
| 3    | Farmington     | St. François            | 16 240            | 18 181            | 18 217            |
| 4    | Sikeston       | Scott et New Madrid     | 16 318            | 16 436            | 16 291            |
| 5    | Poplar Bluff   | Butler                  | 17 023            | 17 266            | 16 225            |
| 6    | Jackson        | Cape Girardeau          | 13 758            | 14 869            | 15 481            |
| 7    | West Plains    | Howell                  | 11 986            | 12 285            | 12 184            |
| 8    | Kennett        | Dunklin                 | 10 932            | 10 662            | 10 515            |
| 9    | Park Hills     | St. François            | 8759              | 8692              | 8587              |
| 10   | Perryville     | Perry                   | 8225              | 8398              | 8555              |

### Revenus médians des ménages
| Rang | Comté          | Revenus (2008) |
| ---- | -------------- | -------------- |
| 1    | Cape Girardeau | $45 862        |
| 2    | Perry          | $44 264        |
| 3    | Taney          | $39 771        |
| 4    | Scott          | $39 735        |
| 5    | St. Francois   | $39 551        |
| 6    | Phelps         | $37 243        |
| 7    | Bollinger      | $36 744        |
| 8    | Butler         | $34 422        |
| 9    | Stoddard       | $33 120        |
| 10   | Dent           | $32 991        |
| 11   | New Madrid     | $32 758        |
| 12   | Washington     | $32 001        |
| 13   | Howell         | $31 761        |
| 14   | Reynolds       | $31 546        |
| 15   | Ozark          | $31 508        |
| 16   | Douglas        | $31 335        |
| 17   | Iron           | $31 276        |
| 18   | Madison        | $31 137        |
| 19   | Dunklin        | $30 927        |
| 20   | Wright         | $30 685        |
| 21   | Texas          | $29 260        |
| 22   | Wayne          | $29 166        |
| 23   | Mississippi    | $28 837        |
| 24   | Carter         | $27 608        |
| 25   | Ripley         | $27 285        |
| 26   | Pemiscot       | $26 992        |
| 27   | Oregon         | $26 119        |
| 28   | Shannon        | $24 835        |

### Revenus familiaux médians
| Rang | Comté          | Revenus (2008) |
| ---- | -------------- | -------------- |
| 1    | Cape Girardeau | $58 037        |
| 2    | Perry          | $53 034        |
| 3    | Phelps         | $49 343        |
| 4    | Scott          | $48 847        |
| 5    | St. Francois   | $47 923        |
| 6    | Taney          | $47 664        |
| 7    | Bollinger      | $42 948        |
| 8    | Butler         | $42 713        |
| 9    | Stoddard       | $41 072        |
| 10   | Dent           | $40 258        |
| 11   | New Madrid     | $39 411        |
| 12   | Dunklin        | $38 439        |
| 13   | Washington     | $38 193        |
| 14   | Madison        | $38 067        |
| 15   | Howell         | $38 047        |
| 16   | Iron           | $38 037        |
| 17   | Reynolds       | $37 891        |
| 18   | Wright         | $37 139        |
| 19   | Douglas        | $36 648        |
| 20   | Ozark          | $36 622        |
| 21   | Mississippi    | $35 554        |
| 22   | Wayne          | $34 727        |
| 23   | Texas          | $34 503        |
| 24   | Pemiscot       | $33 945        |
| 25   | Carter         | $33 349        |
| 26   | Ripley         | $33 101        |
| 27   | Oregon         | $31 637        |
| 28   | Shannon        | $30 102        |

### Districts scolaires publics
| District Scolaire                                 | Adresse                                                | Comté          |
| ------------------------------------------------- | ------------------------------------------------------ | -------------- |
| Poplar Bluff R-I School District                  | 1110 N. Westwood Blvd, Poplar Bluff                    | Butler         |
| Jackson R-II School District                      | 614 E. Adams St., Jackson                              | Cape Girardeau |
| Rolla Public School District No. 31               | 500a Forum Dr., Rolla                                  | Phelps         |
| Cape Girardeau Public School District No. 63      | 301 N. Clark St., Cape Girardeau                       | Cape Girardeau |
| Farmington R-VII School District                  | 1022 Ste. Genevieve, Farmington                        | St. Francois   |
| Sikeston R-VI School District                     | 1002 Virginia, Sikeston                                | Scott          |
| North St. Francois County R-I School District     | 300 Berry Road, Bonne Terre                            | St. Francois   |
| West Plains R-VII School District                 | 613 W. First St., West Plains                          | Howell         |
| Potosi R-III School District                      | 400 N. Mine, Potosi                                    | Washington     |
| Perry County School District No. 32               | 326 College St., Perryville                            | Perry          |
| Dexter R-XI School District                       | 1031 Brown Pilot Lane, Dexter                          | Stoddard       |
| Kennett Public School District No. 39             | 510 College Ave., Kennett                              | Dunklin        |
| St. Francois County Central R-III School District | 200 High St., Park Hills                               | St. Francois   |
| Fredericktown R-I School District                 | 704 E. State Highway 72, Fredericktown                 | Madison        |
| St. James R-I School District                     | 122 E. Scioto St., St. James                           | Phelps         |
| New Madrid County Central R-I School District     | 310 U.S. Highway 61, New Madrid                        | New Madrid     |
| Doniphan R-I School District                      | 309 Pine St., Doniphan                                 | Ripley         |
| Mountain Grove R-III School District              | 207 E. Fifth (P.O. Box 806), Mountain Grove            | Wright         |
| Salem R-80 School District                        | 1409 W. Rolla Road, Salem                              | Dent           |
| Ava R-I School District                           | 507 NE 3rd St. (P.O. Box 338), Ava                     | Douglas        |
| Caruthersville Public School District No. 18      | 1711 Ward St., Caruthersville                          | Pemiscot       |
| Willow Springs R-IV School District               | 215 W. Fourth St., Willow Springs                      | Howell         |
| Mountain View-Birch Tree R-III School District    | 1 Highway 60 East (P.O. Box 464), Mountain View        | Howell         |
| Forsyth R-III School District                     | 178 Panther St., Forsyth                               | Taney          |
| East Prairie R-II School District                 | 304 E. Walnut, East Prairie                            | Mississippi    |
| Malden R-I School District                        | 505 Burkhart St., Malden                               | Dunklin        |
| Charleston R-I School District                    | 1014 S. Main (P.O. Box 39), Charleston                 | Mississippi    |
| Clearwater R-I School District                    | State Highway 34 (Rte. 4 Box 1004), Piedmont           | Wayne          |
| Arcadia Valley R-II School District               | 750 Park Dr., Ironton                                  | Iron           |
| West St. Francois County R-IV School District     | 1124 Main, Leadwood                                    | St. Francois   |
| Houston R-I School District                       | 423 W. Pine, Houston                                   | Texas          |
| Twin Rivers R-X School District                   | 9348 State Highway 51 (P.O. Box 146), Broseley         | Butler         |
| Scott City R-I School District                    | 3000 Main St., Scott City                              | Scott          |
| Scott County R-IV School District                 | 4035 State Highway 77, Benton                          | Scott          |
| Woodland R-IV School District                     | State Highway 34 (Rte. 5 Box 3210), Marble Hill        | Bollinger      |
| Puxico R-VIII School District                     | 481 N. Bedford St., Puxico                             | Stoddard       |
| Senath-Hornersville C-8 School District           | 803 S. State (P.O. Box 370), Senath                    | Dunklin        |
| Hayti R-II School District                        | 500 N. Fourth (P.O. Box 469), Hayti                    | Pemiscot       |
| Licking R-VIII School District                    | 125 College Ave. (P.O. Box 179), Licking               | Texas          |
| Kingston K-14 School District                     | 10047 Diamond Road, Cadet                              | Washington     |
| East Carter County R-II School District           | 24 S. Herren Ave., Ellsinore                           | Carter         |
| Portageville School District                      | 904 King Ave., Portageville                            | New Madrid     |
| Cabool R-IV School District                       | 1025 Rogers St. (P.O. Box 613), Cabool                 | Texas          |
| Hartville R-II School District                    | 175 N. School Ave. (P.O. Box 460), Hartville           | Wright         |
| Alton R-IV School District                        | Rte. 2 Box 2180, Alton                                 | Oregon         |
| Greenville R-II School District                   | 127 Walnut (P.O. Box 320), Greenville                  | Wayne          |
| Bloomfield R-XIV School District                  | 505 Court St., Bloomfield                              | Stoddard       |
| South Pemiscot County R-V School District         | 611 Beasley Road, Steele                               | Pemiscot       |
| Mansfield R-IV School District                    | 316 W. Ohio Ave., Mansfield                            | Wright         |
| Thayer R-II School District                       | 401 E. Walnut St., Thayer                              | Oregon         |
| Plato R-V School District                         | 10645 Plato Dr., Plato                                 | Texas          |
| Campbell R-II School District                     | 801 S. State Route 53, Campbell                        | Dunklin        |
| Holcomb R-III School District                     | 102 S. Cherry (P.O. Box 190), Holcomb                  | Dunklin        |
| Gainesville R-V School District                   | HC03 Box 170, Gainesville                              | Ozark          |
| Neelyville R-IV School District                   | 289 Broadway St. (P.O. Box 8), Neelyville              | Butler         |
| Bismarck R-V School District                      | 101 Dennis Dr., Bismarck                               | St. Francois   |
| Meadow Heights R-II School District               | State Highway 72 (Rte. 1 Box 2365), Patton             | Bollinger      |
| Bernie R-XIII School District                     | 516 W. Main, Bernie                                    | Stoddard       |
| Southern Reynolds County R-II School District     | 1 School St., Ellington                                | Reynolds       |
| Chaffee R-II School District                      | 517 W. Yoakum St., Chaffee                             | Scott          |
| Winona R-III School District                      | Highway 19 (P.O. Box 248), Winona                      | Shannon        |
| Van Buren R-I School District                     | 906 Broadway (P.O. Box 550), Van Buren                 | Carter         |
| Newburg R-II School District                      | 701 Wolf Pride Dr., Newburg                            | Phelps         |
| Valley R-VI School District                       | 1 Viking Dr., Caledonia                                | Washington     |
| Advance R-IV School District                      | 19805 State Highway 91 (P.O. Box 370), Advance         | Stoddard       |
| Iron County C-4 School District                   | State Highway 49 #35 (P.O. Box 368), Viburnum          | Iron           |
| Naylor R-II School District                       | Rte. 2 Box 512, Naylor                                 | Ripley         |
| Southland C-9 School District                     | 500 S. Main, Cardwell                                  | Dunklin        |
| Summersville R-II School District                 | 400 Rogers St. (P.O. Box 198), Summersville            | Texas          |
| Bakersfield R-IV School District                  | 1201 O Highway (P.O. Box 38), Bakersfield              | Ozark          |
| Norwood R-I School District                       | 675 N. Hawk Ave., Norwood                              | Wright         |
| Oran R-III School District                        | 310 Church St. (P.O. Box 250), Oran                    | Scott          |
| Scott County Central School District              | 20794 U.S. Highway 61, Sikeston                        | Scott          |
| Dora R-III School District                        | Highway 181 South (P.O. Box 14), Dora                  | Ozark          |
| South Iron County R-I School District             | 210 School St., Annapolis                              | Iron           |
| Gideon Public School District No. 37              | 400 Main St. (P.O. Box 227), Gideon                    | New Madrid     |
| Oak Ridge R-VI School District                    | 4198 State Highway E (P.O. Box 10), Oak Ridge          | Cape Girardeau |
| Clarkton C-4 School District                      | State Highway 162 (P.O. Box 637), Clarkton             | Dunklin        |
| Cooter R-IV School District                       | 1867 State Highway E (P.O. Box 218), Cooter            | Pemiscot       |
| Eminence R-I School District                      | 1 Redwing Dr. (P.O. Box 730), Eminence                 | Shannon        |
| Delta R-V School District                         | 324 Liberty St. (P.O. Box 787), Delta                  | Cape Girardeau |
| Richland R-I School District                      | 24456 State Highway 114, Essex                         | Stoddard       |
| North Pemiscot County R-I School District         | 102 School Dr. (P.O. Box 38), Wardell                  | Pemiscot       |
| Lesterville R-IV School District                  | State Highway 21 (P.O. Box 120), Lesterville           | Reynolds       |
| Oregon-Howell R-III School District               | School Street (P.O. Box 398), Koshkonong               | Oregon         |
| Delta C-7 School District                         | 20 Charger Lane (P.O. Box 297), Deering                | Pemiscot       |
| Bunker R-III School District                      | State Highway 72 (P.O. Box 365), Bunker                | Reynolds       |
| Bradleyville R-I School District                  | 16474 N. State Highway 125 (P.O. Box 20), Bradleyville | Taney          |
| Zalma R-V School District                         | School Street (HC02 Box 184), Zalma                    | Bollinger      |
| Bell City R-II School District                    | 25254 Walnut St., Bell City                            | Stoddard       |
| Couch R-II School District                        | Rte. 1 Box 1187, Myrtle                                | Oregon         |
| Lutie R-VI School District                        | HC04 Box 4775, Theodosia                               | Ozark          |
| Leopold R-III School District                     | 100 Main St. (P.O. Box 39), Leopold                    | Bollinger      |
| Marquand-Zion R-VI School District                | 205 E. Morley St., Marquand                            | Madison        |
| Risco R-II School District                        | State Highway 62 (P.O. Box 17), Risco                  | New Madrid     |

### Universités publiques
- Southeast Missouri State University - Cape Girardeau
  - Southeast Missouri State University-Kennett (Campus satellite)
  - Southeast Missouri State University-Malden (Campus satellite)
  - Perryville Area Higher Education Center (PAHEC) - Perryville (Campus satellite)
  - Sikeston Area Higher Education Center (SAHEC) - Sikeston (Campus satellite)
- Southeast Missouri Hospital College of Nursing
- Missouri University of Science and Technology - Rolla (Anciennement connue en tant qu'University of Missouri-Rolla [UMR])
- Missouri State University - Springfield (Anciennement connue en tant que Southwest Missouri State University) - Située dans le 7e district congressionnel du Missouri
  - Missouri State University-Mountain Grove (Campus satellite)
  - Missouri State University-West Plains (Campus satellite)

### Collèges communautaires
- Mineral Area College - Park Hills
  - Mineral Area Regional Medical Center School of Radiation Technology
- Three Rivers Community College - Poplar Bluff

## Histoire
La plus grande ville du district est Cap Girardeau. District à prédominance rurale, le district vote fortement républicain pour les votes nationaux. En 2004, le Président George W. Bush a obtenu 63 % des voix dans la circonscription, contre le Sénateur américain John Kerry (D- Massachusetts), qui en a obtenu 36 %. En 2008, le Sénateur américain John McCain (R-Arizona) a remporté le district avec 61,92 % devant le Sénateur américain Barack Obama (D-Illinois), qui a obtenu 36,42 %. Le district a augmenté la marge des républicains en 2012 lorsque l'ancien Gouverneur Mitt Romney (R-Massachusetts) a obtenu 65,88 % des voix contre 31,99 % du Président Barack Obama. Le district s'est tourné vers le Républicain Donald Trump lors de l'élection présidentielle de 2016. Trump a recueilli 75,4 % des voix, la candidate Démocrate Hillary Clinton n'a obtenu que 21,0 % des voix, ce qui en fait l'une des circonscriptions les plus Républicaines du Congrès des États-Unis.
Jason T. Smith, un Républicain, représente le district au Congrès américain depuis qu'il a remporté une élection spéciale le 4 juin 2013. La Représentante Républicaine sortante des États-Unis, Jo Ann Emerson, a démissionné le 22 janvier 2013 pour occuper le poste de PDG de la NRECA.
Le Missouri a perdu l'un de ses neuf sièges au Congrès à la suite d'un redécoupage basé sur les chiffres de population du recensement américain de 2010. La Législature de l'État, contrôlée par les républicains, a décidé de redéfinir le 3e district congressionnel du Missouri, qui était représenté par le Représentant américain Russ Carnahan (D - Saint-Louis). Le district comprenait la totalité des comtés de Sainte Genevieve et Jefferson et le sud du Comté de Saint-Louis et les quartiers constituant ce qu'on appelle le South City de Saint-Louis. Le 8e district congressionnel du Missouri a perdu ses parties du Comté de Taney (qui ont été redécoupées vers le 7e district congressionnel, basé au sud-ouest, et ont repris la totalité des comtés de Crawford et Sainte-Genevieve, ainsi que la plupart des parties rurales du sud et de l'ouest du Comté de Jefferson. Parties désormais inclus dans le 8e district du Missouri comprenant la totalité des villes de Hillsboro et De Soto, ainsi que les parties extrêmes sud des villes jumelles de Festus et Crystal City (la plupart de ces deux villes font désormais partie du 2e district).

## Résultats des élections présidentielles, par comté
| Comté             | George W. Bush | %     | Al Gore | %     | Ralph Nader | %    | Autres | %    | Marge   | %       | Total   |
| ----------------- | -------------- | ----- | ------- | ----- | ----------- | ---- | ------ | ---- | ------- | ------- | ------- |
| Bollinger         | 3487           | 65,87 | 1692    | 31,96 | 41          | 0,77 | 74     | 1,40 | -1,795  | R+33,91 | 5294    |
| Butler            | 9111           | 63,28 | 4996    | 34,70 | 149         | 1,03 | 141    | 0,99 | -4,115  | R+28,58 | 14 397  |
| Cape Girardeau    | 19 832         | 66,42 | 9334    | 31,26 | 376         | 1,26 | 317    | 1,06 | -10,498 | R+35,16 | 29 859  |
| Carter            | 1730           | 61,61 | 997     | 35,51 | 40          | 1,42 | 41     | 1,46 | -733    | R+26,10 | 2808    |
| Crawford          | 4754           | 57,26 | 3350    | 40,35 | 100         | 1,20 | 98     | 1,19 | -1,404  | R+16,91 | 8302    |
| Dent              | 3996           | 66,73 | 1839    | 30,71 | 66          | 1,10 | 87     | 1,46 | -2,157  | R+36,02 | 5988    |
| Dunklin           | 5426           | 51,55 | 4947    | 47,00 | 78          | 0,74 | 74     | 0,70 | -479    | R+4,55  | 10 525  |
| Howell            | 9018           | 64,07 | 4641    | 32,97 | 197         | 1,40 | 219    | 1,56 | -4377   | R+31,10 | 14 075  |
| Iron              | 2237           | 50,68 | 2044    | 46,31 | 64          | 1,45 | 69     | 1,56 | -193    | R+4,37  | 4414    |
| Madison           | 2460           | 56,25 | 1828    | 41,80 | 42          | 0,96 | 43     | 0,99 | -632    | R+14,45 | 4373    |
| Mississippi       | 2395           | 45.93 | 2756    | 52,85 | 29          | 0,56 | 35     | 0,67 | -361    | D+6,92  | 5215    |
| New Madrid        | 3416           | 47,01 | 3738    | 51,45 | 45          | 0,62 | 67     | 0,92 | -322    | D+4,44  | 7266    |
| Oregon            | 2521           | 59,56 | 1568    | 37,04 | 60          | 1,42 | 84     | 1,98 | -953    | R+22,52 | 4233    |
| Pemiscot          | 2750           | 45,38 | 3245    | 53,55 | 37          | 0,61 | 28     | 0,46 | -495    | D+8,17  | 6060    |
| Perry             | 4667           | 67,61 | 2085    | 30,20 | 70          | 1,01 | 81     | 1,17 | -2582   | R+37,41 | 6903    |
| Phelps            | 9444           | 58,49 | 6262    | 38,78 | 253         | 1,57 | 187    | 1,16 | -3182   | R+19,71 | 16 146  |
| Reynolds          | 1762           | 56,28 | 1298    | 41,46 | 42          | 1,34 | 29     | 0,92 | -464    | R+14,82 | 3131    |
| Ripley            | 3121           | 61,62 | 1820    | 35,93 | 58          | 1,15 | 66     | 1,30 | -1301   | R+25,69 | 5065    |
| Scott             | 8999           | 57,30 | 6452    | 41,09 | 113         | 0,72 | 130    | 0,83 | -2547   | R+16,21 | 15 704  |
| Shannon           | 2245           | 59,38 | 1430    | 37,82 | 48          | 1,27 | 58     | 1,53 | -815    | R+21,56 | 3781    |
| St. François      | 9327           | 49,50 | 9075    | 48,17 | 265         | 1,41 | 174    | 0,93 | -252    | R+1,33  | 18 841  |
| Stoddard          | 7727           | 62,04 | 4476    | 35,94 | 114         | 0,92 | 137    | 1,10 | -3251   | R+26,10 | 12 454  |
| Texas             | 6136           | 61,78 | 3486    | 35,10 | 137         | 1,38 | 173    | 1,74 | -2650   | R+26,68 | 9932    |
| Washington        | 4020           | 48,64 | 4047    | 48,97 | 95          | 1,15 | 103    | 1,25 | -27     | D+0,33  | 8265    |
| Wayne             | 3346           | 57,22 | 2387    | 40,82 | 55          | 0,94 | 60     | 1,03 | -959    | R+16,40 | 5848    |
| Wright            | 5391           | 68,75 | 2250    | 28,70 | 86          | 1,10 | 114    | 1,45 | -3141   | R+40,05 | 7841    |
| Total du district | 139 318        | 58,85 | 92 043  | 38,88 | 2660        | 1,12 | 2689   | 1,14 | 47 275  | R+19,97 | 236 720 |

### 2004
| Comté             | George W. Bush | %     | John Kerry | %     | Autres | %    | Marge   | %       | Total   |
| ----------------- | -------------- | ----- | ---------- | ----- | ------ | ---- | ------- | ------- | ------- |
| Bollinger         | 4102           | 69,58 | 1754       | 29,75 | 39     | 0,63 | -2348   | R+39,83 | 5895    |
| Butler            | 11 696         | 71,14 | 4666       | 28,38 | 79     | 0,48 | -7030   | R+42,76 | 16 441  |
| Cape Girardeau    | 23 814         | 68,90 | 10 568     | 30,57 | 183    | 0,53 | -13,246 | R+38,33 | 34 565  |
| Carter            | 1797           | 64,66 | 964        | 34,69 | 18     | 0,64 | -833    | R+29,97 | 2779    |
| Dent              | 4369           | 69,31 | 1865       | 29,58 | 70     | 1,12 | -2504   | R+39,73 | 6304    |
| Douglas           | 4498           | 71,09 | 1741       | 27,52 | 88     | 1,39 | -2757   | R+43,57 | 6327    |
| Dunklin           | 6720           | 57,55 | 4901       | 41,97 | 56     | 0,48 | -1819   | R+15,58 | 11 677  |
| Howell            | 11 097         | 67,75 | 5118       | 31,25 | 164    | 1,00 | -5979   | R+36,50 | 16 379  |
| Iron              | 2477           | 52,94 | 2157       | 46,10 | 45     | 0,96 | -320    | R+6,84  | 4679    |
| Madison           | 2905           | 59,07 | 1972       | 40,10 | 41     | 0,84 | -933    | R+18,97 | 4918    |
| Mississippi       | 2903           | 54,79 | 2374       | 44,81 | 21     | 0,40 | -529    | R+9,98  | 5298    |
| New Madrid        | 4154           | 52,54 | 3716       | 47,00 | 37     | 0,47 | -438    | R+5,54  | 7907    |
| Oregon            | 2769           | 59,26 | 1823       | 39,01 | 81     | 1,74 | -946    | R+20,25 | 4673    |
| Ozark             | 3083           | 65,50 | 1561       | 33,16 | 63     | 1,34 | -1522   | R+32,34 | 4707    |
| Pemiscot          | 3398           | 49,93 | 3381       | 49,68 | 27     | 0,40 | -17     | R+0,25  | 6806    |
| Perry             | 5583           | 67,70 | 2621       | 31,78 | 43     | 0,52 | -2962   | R+35,92 | 8247    |
| Phelps            | 11 874         | 63,50 | 6666       | 35,65 | 160    | 0,75 | -5208   | R+27,85 | 18 700  |
| Reynolds          | 1896           | 56,36 | 1449       | 43,07 | 19     | 0,57 | -447    | R+13,29 | 3364    |
| Ripley            | 3693           | 65,33 | 1907       | 33,73 | 53     | 0,94 | -1786   | R+31,60 | 5653    |
| Scott             | 11 330         | 64,94 | 6057       | 34,71 | 61     | 0,35 | -5273   | R+30,23 | 17 448  |
| Shannon           | 2511           | 60,26 | 1618       | 38,83 | 38     | 0,92 | -893    | R+21,43 | 4167    |
| St. François      | 12 087         | 52,71 | 10 748     | 46,87 | 98     | 0,43 | -1339   | R+5,84  | 22 933  |
| Stoddard          | 9242           | 69,74 | 3946       | 29,78 | 64     | 0,48 | -5296   | R+39,96 | 13 252  |
| Taney*            | 3496           | 67,53 | 1644       | 31,76 | 37     | 0,71 | -1852   | R+35,77 | 5177    |
| Texas             | 7234           | 65,66 | 3664       | 33,25 | 120    | 1,09 | -3570   | R+32,41 | 11 018  |
| Washington        | 4641           | 50,57 | 4459       | 48,58 | 78     | 0,84 | -182    | R+1,99  | 9178    |
| Wayne             | 3919           | 63,17 | 2250       | 36,27 | 35     | 0,57 | -1669   | R+26,90 | 6204    |
| Wright            | 6090           | 72,97 | 2188       | 26,22 | 68     | 0,82 | -3902   | R+46,75 | 8346    |
| Total du district | 173 378        | 63,50 | 97 778     | 35,81 | 1886   | 0,69 | 75 600  | R+27,69 | 273 042 |

- Ces chiffres reflètent uniquement les sections orientales du Comté de Taney qui étaient incluses dans le 8e district congressionnel.

### 2008
| Comté             | John McCain | %      | Barack Obama | %      | Autres | %     | Marge   | %         | Total   |
| ----------------- | ----------- | ------ | ------------ | ------ | ------ | ----- | ------- | --------- | ------- |
| Bollinger         | 3 972       | 68,67% | 1 690        | 29,22% | 122    | 2,11% | −2282   | R+ 39,45% | 5784    |
| Butler            | 11 805      | 68,09% | 5 316        | 30,66% | 217    | 1,25% | −6489   | R+ 37,43% | 17 338  |
| Cape Girardeau    | 24 768      | 66,30% | 12 208       | 32,68% | 379    | 1,01% | −12 560 | R+ 33,62% | 37 446  |
| Carter            | 1840        | 63,49% | 984          | 33,95% | 74     | 2,55% | −856    | R+ 29,54% | 2898    |
| Dent              | 4655        | 67,78% | 2056         | 29,94% | 157    | 2,29% | −2599   | R+ 37,84% | 6868    |
| Douglas           | 4405        | 65,63% | 2140         | 31,88% | 167    | 2,49% | −2265   | R+ 33,75% | 6712    |
| Dunklin           | 7044        | 59,88% | 4540         | 38,59% | 180    | 1,53% | −2504   | R+ 21,29% | 11 764  |
| Howell            | 10 982      | 64,49% | 5736         | 33,68% | 311    | 1,83% | −5246   | R+ 30,81% | 17 029  |
| Iron              | 2090        | 47,35% | 2213         | 50,14% | 111    | 2,51% | −123    | D+ 2,79%  | 4414    |
| Madison           | 2897        | 57,62% | 2042         | 40,61% | 89     | 1,77% | −855    | R+ 17,01% | 5028    |
| Mississippi       | 3034        | 56,65% | 2247         | 41,95% | 75     | 1,40% | −787    | R+ 14,70% | 5356    |
| New Madrid        | 4593        | 56,76% | 3370         | 41,65% | 129    | 1,59% | −1223   | R+ 15,11% | 8092    |
| Oregon            | 2652        | 57,77% | 1811         | 39,45% | 128    | 2,78% | −841    | R+ 18,32% | 4591    |
| Ozark             | 2918        | 62,27% | 1661         | 35,45% | 107    | 2,28% | −1257   | R+ 26,82% | 4686    |
| Pemiscot          | 3954        | 56,11% | 3029         | 42,98% | 64     | 0,91% | −925    | R+ 13,13% | 7047    |
| Perry             | 5527        | 63,92% | 3005         | 34,75% | 115    | 1,33% | −2522   | R+ 29,17% | 8647    |
| Phelps            | 11 706      | 60,22% | 7394         | 38,04% | 338    | 1,74% | −4312   | R+ 22,18% | 19 524  |
| Reynolds          | 1782        | 54,21% | 1418         | 43,14% | 87     | 2,65% | −364    | R+ 11,07% | 3287    |
| Ripley            | 3407        | 63,53% | 1795         | 33,47% | 161    | 3,00% | −1612   | R+ 30,06% | 5363    |
| Scott             | 11 563      | 64,15% | 6258         | 34,72% | 205    | 1,13% | −5305   | R+ 29,43% | 18 082  |
| Shannon           | 2075        | 54,06% | 1637         | 42,65% | 126    | 3,29% | −438    | R+ 11,41% | 3838    |
| St. François      | 12 660      | 51,57% | 11 540       | 47,01% | 350    | 1,42% | −1120   | R+ 4,56%  | 24 550  |
| Stoddard          | 9172        | 69,16% | 3899         | 29,40% | 191    | 1,44% | −5273   | R+ 39,76% | 13 262  |
| Taney*            | 2138        | 67,62% | 979          | 30,96% | 45     | 1,42% | −1159   | R+ 36,66% | 3162    |
| Texas             | 7215        | 66,49% | 3410         | 31,43% | 226    | 2,08% | −3805   | R+ 35,06% | 10 851  |
| Washington        | 4706        | 48,95% | 4711         | 49,00% | 197    | 2,05% | −5      | D+ 0,05%  | 9614    |
| Wayne             | 3784        | 61,49% | 2243         | 36,45% | 127    | 2,06% | −1541   | R+ 25,04% | 6154    |
| Wright            | 5784        | 67,94% | 2557         | 30,03% | 173    | 2,03% | −3227   | R+ 37,91% | 8514    |
| Total du district | 174 564     | 61,92  | 102 682      | 36,42  | 4688   | 1,66  | 71 882  | R+25,50   | 281 934 |

- Ces chiffres reflètent uniquement les sections orientales du Comté de Taney qui étaient incluses dans le 8e district congressionnel.

| Comté             | Mitt Romney | %      | Barack Obama | %      | Autres | %     | Marge   | %         | Total   |
| ----------------- | ----------- | ------ | ------------ | ------ | ------ | ----- | ------- | --------- | ------- |
| Bollinger         | 4095        | 75,05% | 1213         | 22,23% | 148    | 2,72% | −2882   | R+ 52,82% | 5456    |
| Butler            | 12 248      | 72,52% | 4363         | 25,83% | 278    | 1,65% | −7885   | R+ 46,69% | 16 889  |
| Cape Girardeau    | 25 370      | 70,81% | 9728         | 27,15% | 731    | 2,04% | −15 642 | R+ 43,66% | 35 829  |
| Carter            | 1978        | 70,67% | 754          | 26,94% | 67     | 2,39% | −1224   | R+ 43,73% | 2799    |
| Crawford          | 6434        | 67,17% | 2951         | 30,81% | 194    | 2,03% | −3483   | R+ 36,36% | 9579    |
| Dent              | 4883        | 73,51% | 1585         | 23,86% | 175    | 2,63% | −3298   | R+ 49,65% | 6671    |
| Douglas           | 4649        | 70,90% | 1710         | 26,08% | 198    | 3,02% | −2939   | R+ 44,82% | 6557    |
| Dunklin           | 6850        | 64,31% | 3636         | 34,14% | 165    | 1,55% | −3214   | R+ 30,17% | 10 651  |
| Howell            | 11 544      | 70,62% | 4,95         | 26,89% | 407    | 2,49% | −7149   | R+ 43,73% | 16 346  |
| Iron              | 2252        | 55,87% | 1669         | 41,40% | 110    | 2,73% | −583    | R+ 14,47% | 4031    |
| Jefferson*        | 14 608      | 55,18% | 11 277       | 42,59% | 591    | 2,23% | −3331   | R+ 12,59% | 26 476  |
| Madison           | 3227        | 65,46% | 1588         | 32,21% | 115    | 2,33% | −1639   | R+ 33,25% | 4930    |
| Mississippi       | 2997        | 60,91% | 1858         | 37,76% | 65     | 1,33% | −1139   | R+ 23,15% | 4920    |
| New Madrid        | 4284        | 59,09% | 2814         | 38,81% | 152    | 2,10% | −1470   | R+ 20,28% | 7250    |
| Oregon            | 2886        | 65,28% | 1419         | 32,10% | 116    | 2,62% | −1467   | R+ 33,18% | 4421    |
| Ozark             | 3080        | 69,17% | 1261         | 28,32% | 112    | 2,51% | −1819   | R+ 40,85% | 4453    |
| Pemiscot          | 3598        | 56,80% | 2671         | 42,16% | 66     | 1,04% | −927    | R+ 14,64% | 6335    |
| Perry             | 5669        | 70,98% | 2184         | 27,34% | 134    | 1.68% | −3485   | R+ 43,64% | 7987    |
| Phelps            | 11895       | 65,05% | 5798         | 31,71% | 593    | 3,24% | −6097   | R+ 33,34% | 18 286  |
| Reynolds          | 1931        | 60,31% | 1157         | 36,13% | 114    | 3,56% | −774    | R+ 24,18% | 3202    |
| Ripley            | 3743        | 71,12% | 1396         | 26,52% | 124    | 2,36% | −2347   | R+ 44,60% | 5263    |
| Scott             | 11 623      | 68,37% | 5122         | 30,13% | 254    | 1,50% | −6501   | R+ 38,24% | 16 999  |
| Shannon           | 2262        | 61,27% | 1302         | 35,27% | 128    | 3,46% | −960    | R+ 26,00% | 3692    |
| St. François      | 13 248      | 58,67% | 8829         | 39,10% | 505    | 2,23% | −4419   | R+ 19,57% | 22 705  |
| Ste. Genevieve    | 4055        | 50,25% | 3813         | 47,25% | 202    | 2,50% | −242    | R+ 3,00%  | 8 070   |
| Stoddard          | 9496        | 73,81% | 3153         | 24,51% | 217    | 1,68% | −6343   | R+ 49,30% | 12 866  |
| Texas             | 7618        | 70,77% | 2871         | 26,67% | 275    | 2,56% | −4747   | R+ 44,10% | 10 764  |
| Washington        | 5071        | 58,32% | 3417         | 39,30% | 207    | 2,38% | −1654   | R+ 19,02% | 8695    |
| Wayne             | 3790        | 66,26% | 1813         | 31,70% | 117    | 2,04% | −1977   | R+ 34,56% | 5720    |
| Wright            | 5830        | 73,29% | 1953         | 24,55% | 172    | 2,16% | −3877   | R+ 48,74% | 7955    |
| Total du district | 201 214     | 65,88  | 97 700       | 31,99  | 6523   | 2,13  | 103 514 | R+33,89   | 305 437 |

- Ces chiffres reflètent uniquement les sections ouest et sud du Comté de Jefferson qui sont incluses dans le 8e district congressionnel.

### Primaire Présidentielle Démocrate de 2008
| Comté             | Hillary Clinton | %      | Barack Obama | %      | John Edwards | %     | Autres | %     | Marge  | %         | Total  |
| ----------------- | --------------- | ------ | ------------ | ------ | ------------ | ----- | ------ | ----- | ------ | --------- | ------ |
| Bollinger         | 971             | 74,12% | 293          | 22,37% | 38           | 2,90% | 8      | 0,61% | −678   | C+ 51,75% | 1310   |
| Butler            | 2490            | 69,87% | 960          | 26,94% | 82           | 2,30% | 32     | 0,90% | −1530  | C+ 42,93% | 3564   |
| Cape Girardeau    | 4510            | 56,55% | 3145         | 39,44% | 247          | 3,10% | 73     | 0,92% | −1,65  | C+ 17,11% | 7975   |
| Carter            | 541             | 75,24% | 137          | 19,05% | 32           | 4,45% | 5      | 0,70% | −404   | C+ 56,19% | 719    |
| Dent              | 962             | 62,23% | 493          | 31,89% | 74           | 4,79% | 17     | 1,10% | −469   | C+ 30,34% | 1546   |
| Douglas           | 827             | 62,32% | 454          | 34,21% | 39           | 2,94% | 7      | 0,53% | −373   | C+ 28,11% | 1327   |
| Dunklin           | 2587            | 78,44% | 604          | 18,31% | 69           | 2,09% | 38     | 1,15% | −1983  | C+ 60,13% | 3298   |
| Howell            | 2307            | 64,07% | 1168         | 32,44% | 99           | 2,75% | 27     | 0,75% | −1139  | C+ 31,63% | 3601   |
| Iron              | 1180            | 70,53% | 406          | 24,27% | 72           | 4,30% | 15     | 0,90% | −774   | C+ 46,26% | 1673   |
| Madison           | 971             | 68,72% | 344          | 24,35% | 64           | 4,53% | 34     | 2,40% | −627   | C+ 44,37% | 1413   |
| Mississippi       | 1094            | 65,43% | 502          | 30,02% | 57           | 3,41% | 19     | 1,14% | −592   | C+ 35,41% | 1672   |
| New Madrid        | 1801            | 71,19% | 610          | 24,11% | 101          | 3,99% | 18     | 0,71% | −1191  | C+ 47,08% | 2530   |
| Oregon            | 989             | 71,77% | 332          | 24,09% | 42           | 3,05% | 15     | 1.09% | −657   | C+ 47,68% | 1378   |
| Ozark             | 689             | 65,62% | 332          | 31,62% | 18           | 1,71% | 11     | 1,05% | −357   | C+ 34,00% | 1050   |
| Pemiscot          | 1270            | 70,83% | 466          | 25,99% | 34           | 1,90% | 23     | 1,28% | −804   | C+ 44,84% | 1793   |
| Perry             | 1180            | 61,24% | 650          | 33,73% | 81           | 4,20% | 16     | 0,83% | −530   | C+ 27,51% | 1927   |
| Phelps            | 2392            | 53,93% | 1878         | 42,34% | 122          | 2,75% | 43     | 0,97% | −514   | C+ 11,59% | 4435   |
| Reynolds          | 741             | 66,22% | 277          | 24,75% | 70           | 6,26% | 31     | 2,77% | −464   | C+ 41,47% | 1119   |
| Ripley            | 1073            | 74,20% | 282          | 19,50% | 72           | 4,98% | 19     | 1,31% | −791   | C+ 54,70% | 1446   |
| Scott             | 2931            | 63,43% | 1443         | 31,23% | 191          | 4,13% | 56     | 1,22% | −1488  | C+ 32,20% | 4621   |
| Shannon           | 914             | 69,72% | 323          | 24,64% | 50           | 3,81% | 24     | 1,83% | −591   | C+ 45,08% | 1311   |
| St. François      | 5418            | 70,25% | 1993         | 25,84% | 224          | 2,90% | 78     | 1,01% | −3425  | C+ 44,41% | 7713   |
| Stoddard          | 2225            | 72,95% | 684          | 22,43% | 112          | 3,67% | 29     | 0,95% | −1541  | C+ 50,52% | 3050   |
| Taney*            | 1219            | 62,51% | 674          | 34,56% | 39           | 2,00% | 18     | 0,92% | −545   | C+ 27,95% | 1950   |
| Texas             | 1858            | 68,03% | 743          | 27,21% | 101          | 3,70% | 29     | 1,06% | −1115  | C+ 40,82% | 2731   |
| Washington        | 2345            | 74,63% | 670          | 21,32% | 100          | 3,18% | 27     | 0,86% | −1675  | C+ 53,31% | 3142   |
| Wayne             | 1458            | 75,94% | 359          | 18,70% | 71           | 3,70% | 32     | 1,66% | −1099  | C+ 57,24% | 1920   |
| Wright            | 1143            | 69,48% | 452          | 27,48% | 36           | 2,19% | 14     | 0,85% | −691   | C+ 42,00% | 1645   |
| Total du district | 48 086          | 66,92  | 20 674       | 28,77  | 2337         | 3,25  | 762    | 1,06  | 27 412 | C+38,15   | 71 859 |

- Ces chiffres reflètent uniquement les sections orientales du Comté de Taney qui étaient incluses dans le 8e district congressionnel au moment de la Primaire Présidentielle Démocrate du Missouri le jour du Super Tuesday, le 5 février 2008.

### Primaire Présidentielle Républicaine de 2008
| Comté             | Mike Huckabee | %      | John McCain | %      | Mitt Romney | %      | Ron Paul | %      | Autres | %     | Marge  | %         | Total  |
| ----------------- | ------------- | ------ | ----------- | ------ | ----------- | ------ | -------- | ------ | ------ | ----- | ------ | --------- | ------ |
| Bollinger         | 657           | 39,72% | 518         | 31,32% | 384         | 23,22% | 65       | 3,93%  | 30     | 1,81% | −139   | H+ 8,04%  | 1654   |
| Butler            | 2215          | 48,85% | 1117        | 24,64% | 1007        | 22,21% | 134      | 2,96%  | 61     | 1,35% | −1098  | H+ 24,21% | 4534   |
| Cape Girardeau    | 3068          | 27,63% | 3528        | 31,77% | 3922        | 35,32% | 361      | 3,25%  | 226    | 2,04% | −394   | R+ 3,55%  | 11 105 |
| Carter            | 373           | 52,39% | 202         | 28,37% | 107         | 15,03% | 24       | 3,37%  | 6      | 0,84% | −171   | H+ 24,02% | 712    |
| Dent              | 959           | 48,78% | 442         | 22,48% | 411         | 20,91% | 127      | 6,46%  | 27     | 1,37% | −517   | H+ 26,30% | 1966   |
| Douglas           | 1343          | 55,04% | 516         | 21,15% | 270         | 11,07% | 295      | 12,09% | 16     | 0,66% | −827   | H+ 33,89% | 2440   |
| Dunklin           | 1309          | 58,52% | 480         | 21,46% | 381         | 17,03% | 36       | 1,61%  | 31     | 1,39% | −829   | H+ 37,06% | 2237   |
| Howell            | 2882          | 52,97% | 1347        | 24,76% | 793         | 14,57% | 356      | 6,54%  | 63     | 1,16% | −1535  | H+ 28,21% | 5441   |
| Iron              | 354           | 43,17% | 269         | 32,80% | 138         | 16,83% | 43       | 5,24%  | 16     | 1,95% | −85    | H+ 10,37% | 820    |
| Madison           | 560           | 43,96% | 452         | 35,48% | 185         | 14,52% | 51       | 4,00%  | 26     | 2,04% | −108   | H+ 8,48%  | 1274   |
| Mississippi       | 471           | 42,59% | 373         | 33,73% | 226         | 20,43% | 15       | 1,36%  | 21     | 1,90% | −98    | H+ 8,86%  | 1106   |
| New Madrid        | 656           | 48,74% | 386         | 28,68% | 250         | 18,57% | 43       | 3,19%  | 11     | 0,82% | −270   | H+ 20,06% | 1346   |
| Oregon            | 696           | 58,88% | 242         | 20,47% | 134         | 11,34% | 101      | 8,54%  | 9      | 0,76% | −454   | H+ 38,41% | 1182   |
| Ozark             | 766           | 48,09% | 428         | 26,87% | 235         | 14,75% | 149      | 9,35%  | 15     | 0,94% | −338   | H+ 21,22% | 1593   |
| Pemiscot          | 565           | 57,59% | 233         | 23,75% | 149         | 15,19% | 20       | 2,04%  | 14     | 1,43% | −332   | H+ 33,84% | 981    |
| Perry             | 575           | 25,76% | 973         | 43,59% | 542         | 24,28% | 96       | 4,30%  | 46     | 2,06% | −398   | M+ 17,83% | 2232   |
| Phelps            | 1728          | 35,15% | 1459        | 29,68% | 1340        | 27,26% | 321      | 6,53%  | 68     | 1,38% | −269   | H+ 5,47%  | 4916   |
| Reynolds          | 283           | 46,09% | 202         | 32,90% | 93          | 15,15% | 25       | 4,07%  | 11     | 1,79% | −81    | H+ 13,19% | 614    |
| Ripley            | 750           | 53,84% | 329         | 23,62% | 238         | 17,09% | 52       | 3,73%  | 24     | 1,72% | −421   | H+ 30,22% | 1393   |
| Scott             | 1549          | 36,79% | 1389        | 32,99% | 1076        | 25,56% | 113      | 2,68%  | 83     | 1,97% | −160   | H+ 3,80%  | 4210   |
| Shannon           | 515           | 54,44% | 223         | 23,57% | 83          | 8,77%  | 109      | 11,52% | 16     | 1,69% | −292   | H+ 30,87% | 946    |
| St. François      | 1631          | 35,90% | 1727        | 38,01% | 949         | 20,89% | 134      | 2,95%  | 102    | 2,25% | −96    | M+ 2,11%  | 4543   |
| Stoddard          | 1571          | 50,56% | 772         | 24,85% | 643         | 20,70% | 91       | 2,93%  | 30     | 0,97% | −799   | H+ 25,71% | 3107   |
| Taney*            | 1821          | 55,89% | 844         | 25,91% | 462         | 14,18% | 92       | 2,82%  | 40     | 1,23% | −977   | H+ 29,98% | 3258   |
| Texas             | 1727          | 50,13% | 954         | 27,69% | 480         | 13,93% | 234      | 6,79%  | 50     | 1,45% | −773   | H+ 22,44% | 3445   |
| Washington        | 622           | 38,73% | 616         | 38,36% | 297         | 18,49% | 50       | 3,11%  | 21     | 1,31% | −6     | H+ 0,37%  | 1606   |
| Wayne             | 740           | 45,20% | 499         | 30,48% | 323         | 19,73% | 46       | 2,81%  | 29     | 1,77% | −241   | H+ 14,72% | 1637   |
| Wright            | 1878          | 59,64% | 746         | 23,69% | 298         | 9,46%  | 178      | 5,65%  | 49     | 1,56% | −1132  | H+ 35,95% | 3149   |
| Total du district | 32 264        | 43,93% | 21 266      | 28,95% | 15 416      | 20,99  | 3361     | 4,58%  | 1141   | 1,55% | 10 998 | H+38,15   | 73 447 |

- Ces chiffres reflètent uniquement les sections orientales du Comté de Taney qui étaient incluses dans le 8e district congressionnel au moment de la Primaire Présidentielle Républicaine du Missouri le jour du Super Tuesday, le 5 février 2008.

## Historique de vote
| Année | Poste     | Résultats              |
| ----- | --------- | ---------------------- |
| 2000  | Président | Bush 59,0 % - 39,0 %   |
| 2004  | Président | Bush 64,0 % - 36,0 %   |
| 2008  | Président | McCain 62,0 % - 36,0 % |
| 2012  | Président | Romney 66,0 % - 32,0 % |
| 2016  | Président | Trump 75,0 % - 21,0 %  |
| 2020  | Président | Trump 77,0 % - 21,0 %  |

## Liste des Représentants du district
| Membre                          | Parti                      | Années                           | Congrès     | Histoire électoral | Zone géographique |
| ------------------------------- | -------------------------- | -------------------------------- | ----------- | --- | ----------------- |
| District établit le 4 mars 1863 |                            |                                  |             | |                   |
| William A. Hall (en)            | Unioniste                  | 4 mars 1863 - 3 mars 1865        | 38e         | Redécoupage depuis le 3e district et réélu en 1862. Retrait. |                   |
| John F. Benjamin (en)           | Républicain                | 4 mars 1865 - 3 mars 1871        | 39e - 41e   | Élu en 1864. Réélu en 1866. Réélu en 1868. Retrait. |                   |
| James G. Blair (en)             | Républicain-Libéral        | 4 mars 1871 - 3 mars 1875        | 42e         | Élu en 1870. Retrait. |                   |
| Abram Comingo (en)              | Démocrate                  | 4 mars 1873 - 3 mars 1875        | 43e         | Redécoupage depuis le 6e district et réélu en 1872. Retrait. |                   |
| Benjamin J. Franklin (en)       | Démocrate                  | 4 mars 1875 - 3 mars 1879        | 44e , 45e   | Élu en 1874. Réélu en 1876. Se retire durant sa renomination. |                   |
| Samuel L. Sawyer (en)           | Démocrate Indépendant (en) | 4 mars 1879 - 3 mars 1881        | 46e         | Élu en 1878. Retrait. |                   |
| Robert T. Van Horn (en)         | Républicain                | 4 mars 1881 - 3 mars 1883        | 47e         | Élu en 1880. Perd sa réélection. |                   |
| John J. O'Neill (en)            | Démocrate                  | 4 mars 1883 - 3 mars 1889        | 48e - 50e   | Élu en 1884. Réélu en 1886. Perds sa réélection. |                   |
| Frederick G. Niedringhaus (en)  | Républicain                | 4 mars 1889 - 3 mars 1891        | 51e         | Élu en 1888. Retrait. |                   |
| John J. O'Neill (en)            | Démocrate                  | 4 mars 1891 - 3 mars 1893        | 52e         | Élu en 1890. Redécoupage depuis le 11e district. |                   |
| Richard P. Bland                | Démocrate                  | 4 mars 1893 - 3 mars 1895        | 53e         | Redécoupage depuis le 11e district et réélu en 1892. Perd sa réélection. |                   |
| Joel D. Hubbard (en)            | Républicain                | 4 mars 1895 - 3 mars 1897        | 54e         | Élu en 1894. Perd sa réélection. |                   |
| Richard P. Bland                | Démocrate                  | 4 mars 1897 - 15 juin 1899       | 55e , 56e   | Élu en 1896. Réélu en 1898. Décès. |                   |
| Vacant                          | Vacant                     | 15 juin 1899 - 29 août 1899      | 56e         | |                   |
| Dorsey W. Shackleford (en)      | Démocrate                  | 29 août 1899 - 3 mars 1919       | 56e - 65e   | Élu pour terminer le mandat de Bland. Réélu en 1900. Réélu en 1902. Réélu en 1904. Réélu en 1906. Réélu en 1908. Réélu en 1910. Réélu en 1912. Réélu en 1914. Réélu en 1916. Perd sa renomination.                                  |                   |
| William L. Nelson (en)          | Démocrate                  | 4 mars 1919 - 3 mars 1921        | 66e         | Élu en 1918. Perd sa réélection. |                   |
| Sidney C. Roach (en)            | Républicain                | 4 mars 1921 - 3 mars 1925        | 67e , 68e   | Élu en 1920. Réélu en 1922. Perd sa réélection. |                   |
| William L. Nelson (en)          | Démocrate                  | 4 mars 1925 - 3 mars 1933        | 69e - 72e   | Élu en 1924. Réélu en 1926. Réélu en 1928. Réélu en 1930. Redécoupage depuis le district at-large et perd sa renomination. |                   |
| District supprimé               | District supprimé          | 4 mars 1933 - 3 janvier 1935     | 73e         | Les Représentants sont élus sur le même bulletin de vote. |                   |
| Clyde Williams (en)             | Démocrate                  | 3 janvier 1935 - 3 janvier 1943  | 74e - 77e   | Redécoupage depuis le district at-large et réélu en 1934. Réélu en 1936. Réélu en 1938. Réélu en 1940. Perd sa réélection. |                   |
| William P. Elmer (en)           | Républicain                | 3 janvier 1943 - 3 janvier 1945  | 78e         | Élu en 1942. Perd sa réélection. |                   |
| Albert S.J. Carnahan            | Démocrate                  | 3 janvier 1945 - 3 janvier 1947  | 79e         | Élu en 1944. Perd sa réélection. |                   |
| Parke M. Banta (en)             | Républicain                | 3 janvier 1947 - 3 janvier 1949  | 80e         | Élu en 1946. Perd sa réélection. |                   |
| Albert S.J. Carnahan            | Démocrate                  | 3 janvier 1949 - 3 janvier 1961  | 81e - 86e   | Élu en 1948. Réélu en 1950. Réélu en 1952. Réélu en 1954. Réélu en 1956. Réélu en 1958. Perd sa renomination. |                   |
| Richard H. Ichord II (en)       | Démocrate                  | 3 janvier 1961 - 3 janvier 1981  | 87e - 96e   | Élu en 1960. Réélu en 1962. Réélu en 1964. Réélu en 1966. Réélu en 1968. Réélu en 1970. Réélu en 1972. Réélu en 1974. Réélu en 1976. Réélu en 1978. Retrait.                                                                        |                   |
| Wendell Bailey (en)             | Républicain                | 3 janvier 1981 - 3 janvier 1983  | 97e         | Élu en 1980. Redécoupage depuis le 4e district et perd sa réélection. |                   |
| Bill Emerson (en)               | Républicain                | 3 janvier 1983 - 22 juin 1996    | 98e - 104e  | Redécoupage depuis le 10e district et réélu en 1982. Réélu en 1984. Réélu en 1986. Réélu en 1988. Réélu en 1990. Réélu en 1992. Réélu en 1994. Décès.                                                                               | 1983–1993         |
| Bill Emerson (en)               | Républicain                | 3 janvier 1983 - 22 juin 1996    | 98e - 104e  | Redécoupage depuis le 10e district et réélu en 1982. Réélu en 1984. Réélu en 1986. Réélu en 1988. Réélu en 1990. Réélu en 1992. Réélu en 1994. Décès.                                                                               | 1993–2003         |
| Vacant                          | Vacant                     | 22 juin 1996 - 5 novembre 1996   | 104e        | |                   |
| Jo Ann Emerson (en)             | Républicain                | 5 novembre 1996 - 3 janvier 1997 | 104e - 113e | Élue pour terminer le mandat de son mari. Réélue en 1996. Réélue en 1998. Réélue en 2000. Réélue en 2002. Réélue en 2004. Réélue en 2006. Réélue en 2008. Réélue en 2010. Réélue en 2012. Démissionne pour devenir PDG de la NRECA. |                   |
| Jo Ann Emerson (en)             | Indépendant                | 3 janvier 1997 - 8 janvier 1997  | 104e - 113e | Élue pour terminer le mandat de son mari. Réélue en 1996. Réélue en 1998. Réélue en 2000. Réélue en 2002. Réélue en 2004. Réélue en 2006. Réélue en 2008. Réélue en 2010. Réélue en 2012. Démissionne pour devenir PDG de la NRECA. |                   |
| Jo Ann Emerson (en)             | Républicain                | 8 janvier 1997 - 22 janvier 2013 | 104e - 113e | Élue pour terminer le mandat de son mari. Réélue en 1996. Réélue en 1998. Réélue en 2000. Réélue en 2002. Réélue en 2004. Réélue en 2006. Réélue en 2008. Réélue en 2010. Réélue en 2012. Démissionne pour devenir PDG de la NRECA. |                   |
| Jo Ann Emerson (en)             | Républicain                | 8 janvier 1997 - 22 janvier 2013 | 104e - 113e | Élue pour terminer le mandat de son mari. Réélue en 1996. Réélue en 1998. Réélue en 2000. Réélue en 2002. Réélue en 2004. Réélue en 2006. Réélue en 2008. Réélue en 2010. Réélue en 2012. Démissionne pour devenir PDG de la NRECA. | 2003–2013         |
| Vacant                          | Vacant                     | 22 janvier 2013 - 5 juin 2013    | 113e        | |                   |
| Jason T. Smith                  | Républicain                | 5 juin 2013 - Présent            | 113e - 118e | Élu pour terminer le mandat d'Emerson. Réélu en 2014. Réélu en 2016. Réélu en 2018. Réélu en 2020. Réélu en 2022. |                   |
| Jason T. Smith                  | Républicain                | 5 juin 2013 - Présent            | 113e - 118e | Élu pour terminer le mandat d'Emerson. Réélu en 2014. Réélu en 2016. Réélu en 2018. Réélu en 2020. Réélu en 2022. | 2013–2023         |
| Jason T. Smith                  | Républicain                | 5 juin 2013 - Présent            | 113e - 118e | Élu pour terminer le mandat d'Emerson. Réélu en 2014. Réélu en 2016. Réélu en 2018. Réélu en 2020. Réélu en 2022. | 2023–Présent      |

## Résultats des récentes élections
Voici les résultats des dix précédents cycles électoraux dans le district.

### 2004
| Élection de 2004 du 8e district congressionnel du Missouri | Élection de 2004 du 8e district congressionnel du Missouri | Élection de 2004 du 8e district congressionnel du Missouri | Élection de 2004 du 8e district congressionnel du Missouri | Élection de 2004 du 8e district congressionnel du Missouri |
| ---------------------------------------------------------- | ---------------------------------------------------------- | ---------------------------------------------------------- | ---------------------------------------------------------- | ---------------------------------------------------------- |
| Parti                                                      | Parti                                                      | Candidat                                                   | Votes                                                      | %                                                          |
|                                                            | Républicain                                                | Jo Ann Emerson (en) (sortante)                             | 194 039                                                    | 72,2                                                       |
|                                                            | Démocrate                                                  | Dean Henderson                                             | 71 543                                                     | 26,6                                                       |
|                                                            | Libertarien                                                | Stan Cuff                                                  | 1810                                                       | 0,7                                                        |
|                                                            | Constitution                                               | Leonard J. Davidson                                        | 1319                                                       | 0,5                                                        |
| Total des votes                                            | Total des votes                                            | Total des votes                                            | 268 711                                                    | 100%                                                       |
|                                                            | Les Républicains conservent                                |                                                            |                                                            |                                                            |

### 2006
| Élection de 2006 du 8e district congressionnel du Missouri | Élection de 2006 du 8e district congressionnel du Missouri | Élection de 2006 du 8e district congressionnel du Missouri | Élection de 2006 du 8e district congressionnel du Missouri | Élection de 2006 du 8e district congressionnel du Missouri |
| ---------------------------------------------------------- | ---------------------------------------------------------- | ---------------------------------------------------------- | ---------------------------------------------------------- | ---------------------------------------------------------- |
| Parti                                                      | Parti                                                      | Candidat                                                   | Votes                                                      | %                                                          |
|                                                            | Républicain                                                | Jo Ann Emerson (en) (sortante)                             | 156 164                                                    | 71,6                                                       |
|                                                            | Démocrate                                                  | Veronica J. Hambacker                                      | 57 557                                                     | 26,4                                                       |
|                                                            | Libertarien                                                | Branden C. McCullough                                      | 4268                                                       | 2,0                                                        |
| Total des votes                                            | Total des votes                                            | Total des votes                                            | 217 989                                                    | 100%                                                       |
|                                                            | Les Républicains conservent                                |                                                            |                                                            |                                                            |

### 2008
| Élection de 2008 du 8e district congressionnel du Missouri | Élection de 2008 du 8e district congressionnel du Missouri | Élection de 2008 du 8e district congressionnel du Missouri | Élection de 2008 du 8e district congressionnel du Missouri | Élection de 2008 du 8e district congressionnel du Missouri |
| ---------------------------------------------------------- | ---------------------------------------------------------- | ---------------------------------------------------------- | ---------------------------------------------------------- | ---------------------------------------------------------- |
| Parti                                                      | Parti                                                      | Candidat                                                   | Votes                                                      | %                                                          |
|                                                            | Républicain                                                | Jo Ann Emerson (en) (sortante)                             | 198 798                                                    | 71,4                                                       |
|                                                            | Démocrate                                                  | Joe Allen                                                  | 72 790                                                     | 26,2                                                       |
|                                                            | Libertarien                                                | Branden C. McCullough                                      | 4443                                                       | 1,6                                                        |
|                                                            | Constitution                                               | Richard L. Smith                                           | 2257                                                       | 0,8                                                        |
| Total des votes                                            | Total des votes                                            | Total des votes                                            | 278 288                                                    | 100%                                                       |
|                                                            | Les Républicains conservent                                |                                                            |                                                            |                                                            |

### 2010
| Élection de 2010 du 8e district congressionnel du Missouri | Élection de 2010 du 8e district congressionnel du Missouri | Élection de 2010 du 8e district congressionnel du Missouri | Élection de 2010 du 8e district congressionnel du Missouri | Élection de 2010 du 8e district congressionnel du Missouri |
| ---------------------------------------------------------- | ---------------------------------------------------------- | ---------------------------------------------------------- | ---------------------------------------------------------- | ---------------------------------------------------------- |
| Parti                                                      | Parti                                                      | Candidat                                                   | Votes                                                      | %                                                          |
|                                                            | Républicain                                                | Jo Ann Emerson (en) (sortante)                             | 128 499                                                    | 65,6                                                       |
|                                                            | Démocrate                                                  | Tommy Sowers                                               | 56 377                                                     | 28,8                                                       |
|                                                            | Indépendant                                                | Larry Bill                                                 | 7193                                                       | 3,7                                                        |
|                                                            | Libertarien                                                | Rick Vandeven                                              | 3930                                                       | 2,0                                                        |
| Total des votes                                            | Total des votes                                            | Total des votes                                            | 195 999                                                    | 100%                                                       |
|                                                            | Les Républicains conservent                                |                                                            |                                                            |                                                            |

### 2012
| Élection de 2012 du 8e district congressionnel du Missouri | Élection de 2012 du 8e district congressionnel du Missouri | Élection de 2012 du 8e district congressionnel du Missouri | Élection de 2012 du 8e district congressionnel du Missouri | Élection de 2012 du 8e district congressionnel du Missouri |
| ---------------------------------------------------------- | ---------------------------------------------------------- | ---------------------------------------------------------- | ---------------------------------------------------------- | ---------------------------------------------------------- |
| Parti                                                      | Parti                                                      | Candidat                                                   | Votes                                                      | %                                                          |
|                                                            | Républicain                                                | Jo Ann Emerson (en) (sortante)                             | 216 083                                                    | 71,9                                                       |
|                                                            | Démocrate                                                  | Jack Rushin                                                | 73 755                                                     | 24,6                                                       |
|                                                            | Libertarien                                                | Rick Vandeven                                              | 10 553                                                     | 3,5                                                        |
| Total des votes                                            | Total des votes                                            | Total des votes                                            | 300 391                                                    | 100%                                                       |
|                                                            | Les Républicains conservent                                |                                                            |                                                            |                                                            |

### 2013 (Spéciale)
| Élection Spéciale de 2013 du 8e district congressionnel du Missouri | Élection Spéciale de 2013 du 8e district congressionnel du Missouri | Élection Spéciale de 2013 du 8e district congressionnel du Missouri | Élection Spéciale de 2013 du 8e district congressionnel du Missouri | Élection Spéciale de 2013 du 8e district congressionnel du Missouri |
| ------------------------------------------------------------------- | ------------------------------------------------------------------- | ------------------------------------------------------------------- | ------------------------------------------------------------------- | ------------------------------------------------------------------- |
| Parti                                                               | Parti                                                               | Candidat                                                            | Votes                                                               | %                                                                   |
|                                                                     | Républicain                                                         | Jason T. Smith                                                      | 42 141                                                              | 67,1                                                                |
|                                                                     | Démocrate                                                           | Steve Hodges                                                        | 17 207                                                              | 27,4                                                                |
|                                                                     | Libertarien                                                         | Bill Slantz                                                         | 968                                                                 | 1,5                                                                 |
|                                                                     | Constitution                                                        | Doug Enyart                                                         | 2265                                                                | 3,6                                                                 |
|                                                                     | Write-In                                                            | Write-In                                                            | 185                                                                 | 0,3                                                                 |
| Total des votes                                                     | Total des votes                                                     | Total des votes                                                     | 62 766                                                              | 100%                                                                |
|                                                                     | Les Républicains conservent                                         |                                                                     |                                                                     |                                                                     |

### 2014
| Élection de 2014 du 8e district congressionnel du Missouri | Élection de 2014 du 8e district congressionnel du Missouri | Élection de 2014 du 8e district congressionnel du Missouri | Élection de 2014 du 8e district congressionnel du Missouri | Élection de 2014 du 8e district congressionnel du Missouri |
| ---------------------------------------------------------- | ---------------------------------------------------------- | ---------------------------------------------------------- | ---------------------------------------------------------- | ---------------------------------------------------------- |
| Parti                                                      | Parti                                                      | Candidat                                                   | Votes                                                      | %                                                          |
|                                                            | Républicain                                                | Jason T. Smith (sortant)                                   | 106 124                                                    | 66,6                                                       |
|                                                            | Démocrate                                                  | Steve Hodges                                               | 17 207                                                     | 27,4                                                       |
|                                                            | Indépendant                                                | Terry Hampton                                              | 6821                                                       | 4,3                                                        |
|                                                            | Constitution                                               | Doug Enyart                                                | 2265                                                       | 3,6                                                        |
|                                                            | Libertarien                                                | Bill Slantz                                                | 968                                                        | 1,5                                                        |
| Total des votes                                            | Total des votes                                            | Total des votes                                            | 62 766                                                     | 100%                                                       |
|                                                            | Les Républicains conservent                                |                                                            |                                                            |                                                            |

### 2016
| Élection de 2016 du 8e district congressionnel du Missouri | Élection de 2016 du 8e district congressionnel du Missouri | Élection de 2016 du 8e district congressionnel du Missouri | Élection de 2016 du 8e district congressionnel du Missouri | Élection de 2016 du 8e district congressionnel du Missouri |
| ---------------------------------------------------------- | ---------------------------------------------------------- | ---------------------------------------------------------- | ---------------------------------------------------------- | ---------------------------------------------------------- |
| Parti                                                      | Parti                                                      | Candidat                                                   | Votes                                                      | %                                                          |
|                                                            | Républicain                                                | Jason T. Smith (sortant)                                   | 229 792                                                    | 74,4                                                       |
|                                                            | Démocrate                                                  | Dave Cowell                                                | 70 009                                                     | 22,7                                                       |
|                                                            | Libertarien                                                | Jonathan Lee Shell                                         | 9070                                                       | 2,9                                                        |
| Total des votes                                            | Total des votes                                            | Total des votes                                            | 308 871                                                    | 100%                                                       |
|                                                            | Les Républicains conservent                                |                                                            |                                                            |                                                            |

### 2018
| Élection de 2018 du 8e district congressionnel du Missouri | Élection de 2018 du 8e district congressionnel du Missouri | Élection de 2018 du 8e district congressionnel du Missouri | Élection de 2018 du 8e district congressionnel du Missouri | Élection de 2018 du 8e district congressionnel du Missouri |
| ---------------------------------------------------------- | ---------------------------------------------------------- | ---------------------------------------------------------- | ---------------------------------------------------------- | ---------------------------------------------------------- |
| Parti                                                      | Parti                                                      | Candidat                                                   | Votes                                                      | %                                                          |
|                                                            | Républicain                                                | Jason T. Smith (sortant)                                   | 194 042                                                    | 73,4                                                       |
|                                                            | Démocrate                                                  | Kethy Ellis                                                | 66 151                                                     | 25,0                                                       |
|                                                            | Libertarien                                                | Jonathan Lee Shell                                         | 4206                                                       | 1,6                                                        |
| Total des votes                                            | Total des votes                                            | Total des votes                                            | 264 399                                                    | 100%                                                       |
|                                                            | Les Républicains conservent                                |                                                            |                                                            |                                                            |

### 2020
| Élection de 2020 du 8e district congressionnel du Missouri | Élection de 2020 du 8e district congressionnel du Missouri | Élection de 2020 du 8e district congressionnel du Missouri | Élection de 2020 du 8e district congressionnel du Missouri | Élection de 2020 du 8e district congressionnel du Missouri |
| ---------------------------------------------------------- | ---------------------------------------------------------- | ---------------------------------------------------------- | ---------------------------------------------------------- | ---------------------------------------------------------- |
| Parti                                                      | Parti                                                      | Candidat                                                   | Votes                                                      | %                                                          |
|                                                            | Républicain                                                | Jason T. Smith (sortant)                                   | 253 811                                                    | 76,9                                                       |
|                                                            | Démocrate                                                  | Kethy Ellis                                                | 70 561                                                     | 21,4                                                       |
|                                                            | Libertarien                                                | Tom Schmitz                                                | 5854                                                       | 1,8                                                        |
| Total des votes                                            | Total des votes                                            | Total des votes                                            | 330 226                                                    | 100%                                                       |
|                                                            | Les Républicains conservent                                |                                                            |                                                            |                                                            |

### 2022
| Primaire Républicaine de 2022 du 8e district congressionnel du Missouri | Primaire Républicaine de 2022 du 8e district congressionnel du Missouri | Primaire Républicaine de 2022 du 8e district congressionnel du Missouri | Primaire Républicaine de 2022 du 8e district congressionnel du Missouri | Primaire Républicaine de 2022 du 8e district congressionnel du Missouri |
| ----------------------------------------------------------------------- | ----------------------------------------------------------------------- | ----------------------------------------------------------------------- | ----------------------------------------------------------------------- | ----------------------------------------------------------------------- |
| Parti                                                                   | Parti                                                                   | Candidat                                                                | Votes                                                                   | %                                                                       |
|                                                                         | Républicain                                                             | Jason T. Smith (sortant)                                                | 78 342                                                                  | 82,0                                                                    |
|                                                                         | Républicain                                                             | Jacob Turner                                                            | 17 242                                                                  | 18,0                                                                    |

| Primaire Démocrate de 2022 du 8e district congressionnel du Missouri | Primaire Démocrate de 2022 du 8e district congressionnel du Missouri | Primaire Démocrate de 2022 du 8e district congressionnel du Missouri | Primaire Démocrate de 2022 du 8e district congressionnel du Missouri | Primaire Démocrate de 2022 du 8e district congressionnel du Missouri |
| -------------------------------------------------------------------- | -------------------------------------------------------------------- | -------------------------------------------------------------------- | -------------------------------------------------------------------- | -------------------------------------------------------------------- |
| Parti                                                                | Parti                                                                | Candidat                                                             | Votes                                                                | %                                                                    |
|                                                                      | Démocrate                                                            | Randi McCallian                                                      | 16 691                                                               | 100                                                                  |

| Primaire Libertarienne de 2022 du 8e district congressionnel du Missouri | Primaire Libertarienne de 2022 du 8e district congressionnel du Missouri | Primaire Libertarienne de 2022 du 8e district congressionnel du Missouri | Primaire Libertarienne de 2022 du 8e district congressionnel du Missouri | Primaire Libertarienne de 2022 du 8e district congressionnel du Missouri |
| ------------------------------------------------------------------------ | ------------------------------------------------------------------------ | ------------------------------------------------------------------------ | ------------------------------------------------------------------------ | ------------------------------------------------------------------------ |
| Parti                                                                    | Parti                                                                    | Candidat                                                                 | Votes                                                                    | %                                                                        |
|                                                                          | Libertarien                                                              | Jim Higgins                                                              | 232                                                                      | 100%                                                                     |

| Élection de 2022 du 8e district congressionnel du Missouri | Élection de 2022 du 8e district congressionnel du Missouri | Élection de 2022 du 8e district congressionnel du Missouri | Élection de 2022 du 8e district congressionnel du Missouri | Élection de 2022 du 8e district congressionnel du Missouri |
| ---------------------------------------------------------- | ---------------------------------------------------------- | ---------------------------------------------------------- | ---------------------------------------------------------- | ---------------------------------------------------------- |
| Parti                                                      | Parti                                                      | Candidat                                                   | Votes                                                      | %                                                          |
|                                                            | Républicain                                                | Jason T. Smith (sortant)                                   | 186 472                                                    | 76,0                                                       |
|                                                            | Démocrate                                                  | Randi McCallian                                            | 53 738                                                     | 21,9                                                       |
|                                                            | Libertarien                                                | Jim Higgins                                                | 5 185                                                      | 2,1                                                        |
| Total des votes                                            | Total des votes                                            | Total des votes                                            | 245 395                                                    | 100%                                                       |
|                                                            | Les Républicains conservent                                |                                                            |                                                            |                                                            |

### 2024
| Primaire Républicaine de 2024 du 8e district congressionnel du Missouri | Primaire Républicaine de 2024 du 8e district congressionnel du Missouri | Primaire Républicaine de 2024 du 8e district congressionnel du Missouri | Primaire Républicaine de 2024 du 8e district congressionnel du Missouri | Primaire Républicaine de 2024 du 8e district congressionnel du Missouri |
| ----------------------------------------------------------------------- | ----------------------------------------------------------------------- | ----------------------------------------------------------------------- | ----------------------------------------------------------------------- | ----------------------------------------------------------------------- |
| Parti                                                                   | Parti                                                                   | Candidat                                                                | Votes                                                                   | %                                                                       |
|                                                                         | Républicain                                                             | Jason T. Smith (sortant)                                                | 98 171                                                                  | 82,3                                                                    |
|                                                                         | Républicain                                                             | James Snider                                                            | 10 987                                                                  | 9,2                                                                     |
|                                                                         | Républicain                                                             | Grant Heithold                                                          | 10 149                                                                  | 8,5                                                                     |

| Primaire Démocrate de 2024 du 8e district congressionnel du Missouri | Primaire Démocrate de 2024 du 8e district congressionnel du Missouri | Primaire Démocrate de 2024 du 8e district congressionnel du Missouri | Primaire Démocrate de 2024 du 8e district congressionnel du Missouri | Primaire Démocrate de 2024 du 8e district congressionnel du Missouri |
| -------------------------------------------------------------------- | -------------------------------------------------------------------- | -------------------------------------------------------------------- | -------------------------------------------------------------------- | -------------------------------------------------------------------- |
| Parti                                                                | Parti                                                                | Candidat                                                             | Votes                                                                | %                                                                    |
|                                                                      | Démocrate                                                            | Randi McCallian                                                      | 12 571                                                               | 70,4                                                                 |
|                                                                      | Démocrate                                                            | Franklin Delano Roth II                                              | 5283                                                                 | 29,6                                                                 |

| Primaire Libertarienne de 2024 du 8e district congressionnel du Missouri | Primaire Libertarienne de 2024 du 8e district congressionnel du Missouri | Primaire Libertarienne de 2024 du 8e district congressionnel du Missouri | Primaire Libertarienne de 2024 du 8e district congressionnel du Missouri | Primaire Libertarienne de 2024 du 8e district congressionnel du Missouri |
| ------------------------------------------------------------------------ | ------------------------------------------------------------------------ | ------------------------------------------------------------------------ | ------------------------------------------------------------------------ | ------------------------------------------------------------------------ |
| Parti                                                                    | Parti                                                                    | Candidat                                                                 | Votes                                                                    | %                                                                        |
|                                                                          | Libertarien                                                              | Jake Dawson                                                              | 247                                                                      | 100%                                                                     |

| Élection de 2024 du 8e district congressionnel du Missouri | Élection de 2024 du 8e district congressionnel du Missouri | Élection de 2024 du 8e district congressionnel du Missouri | Élection de 2024 du 8e district congressionnel du Missouri | Élection de 2024 du 8e district congressionnel du Missouri |
| ---------------------------------------------------------- | ---------------------------------------------------------- | ---------------------------------------------------------- | ---------------------------------------------------------- | ---------------------------------------------------------- |
| Parti                                                      | Parti                                                      | Candidat                                                   | Votes                                                      | %                                                          |
|                                                            | Républicain                                                | Jason T. Smith (sortant)                                   | TBD                                                        | TBD                                                        |
|                                                            | Démocrate                                                  | Randi McCallian                                            | TBD                                                        | TBD                                                        |
|                                                            | Libertarien                                                | Jake Dawson                                                | TBD                                                        | TBD                                                        |
| Total des votes                                            | Total des votes                                            | Total des votes                                            | TBD                                                        | 100%                                                       |
|                                                            |                                                            |                                                            |                                                            |                                                            |